# Iranolacerta
Iranolacerta es un género de lagartos de la familia Lacertidae. Sus especies se distribuyen por Irán y Azerbaiyán.

## Especies
Se reconocen las siguientes dos especies:
- Iranolacerta brandtii (De Filippi, 1863)
- Iranolacerta zagrosica (Rastegar-Pouyani & Nilson, 1998)